# Francisco Lerma Martínez

Brasões de Francisco Lerma Martínez

Francisco Lerma Martínez, I.M.C. (4 de maio de 1944 – 24 de abril de 2019) foi um clérigo católico romano espanhol, missionário em Moçambique a partir de 1971 e bispo de Gurué de 2010 até sua morte.

## Biografia
Lerma Martínez nasceu em El Palmar, Espanha, e professou nos Missionários da Consolata em 2 de outubro de 1966; três anos depois fez seus votos solene e foi ordenado ao sacerdócio em 20 de dezembro de 1969.
Após frequentar o Seminário Diocesano de São José, Múrcia, foi enviado a Roma onde frequentou cursos de filosofia na Pontifícia Universidade São Tomás de Aquino e o primeiro ano de teologia na Pontifícia Universidade Urbaniana (1966-1967). Em seguida, continuou sua formação teológica na Pontifícia Universidade Gregoriana (1967-1970), onde obteve uma licenciatura em teologia dogmática. Lerma frequentou a Faculdade de Missiologia na Pontifícia Universidade Gregoriana (1985-1987), onde fez o seu doutoramento.
Depois da ordenação, ocupou os seguintes cargos: vigário paroquial da missão de Mauá, no centro catequético de Etatara, e Pároco em Cuamba (1971-1980); diretor do Secretariado Diocesano da Pastoral na Diocese de Inhambane (1980-1987); pároco na missão de Massinga (1987-1991); reitor do Seminário Filosófico do Consulado na Matola (1991-1996); diretor do Secretariado da Pastoral da Diocese de Inhambane (1996-2002); direção-geral da Secretaria para o Instituto Missões em Roma (2002-2007); superior regional em Maputo (a partir de 2007).
Foi nomeado pelo Papa Bento XVI como bispo da Diocese de Gurué em 24 de março de 2010. Recebeu a ordenação episcopal em 30 de maio, na Catedral de Maputo, por Dom Lúcio Andrice Muandula, Bispo de Xai-Xai; os principais co-consagradores foram Dom Francisco Chimoio, OFM Cap., Arcebispo de Maputo, e Dom Jaime Pedro Gonçalves, Arcebispo da Beira. Foi instalado em 13 de junho.
Após uma doença, o prelado faleceu em Maputo.

## Obras
- Caminhos, caminhos, caminhos, caminhos (1992)
- Religiões africanas hoje: introduçâo ao estudo das religiôes tradicionais africanas (1995)
- Preparaçâo para o matrimónio (1995)
- Antropologia cultural: guia para o estudo (1999)
- Homem e mulher Ele os criou: itinerário pastoral de preparação para o matrimónio (2000)
- Mártires de Guiúa: Memória de 22.3.92 (2001)
- El pueblo Tshwa de Mozambique: el ciclo vital y los valores culturales: (1980-2002) (2005)
- La Cultura Y Sus Procesos (2006)
- El desafío de la misión: reflexiones sobre los temas fundamentales de la Misión ad gentes (2006)
- África y sus formas de vida espiritual: introducción al estudio de las religiones africanas desde Mozambique (2007)
- A povo macua e a sua cultura: análise dos valores culturais do povo macua no ciclo vital, Maúa, Moçambique 1971-1985 (2008)
- Mártires de Guiúa: catequistas testigos del Señor (2018)